# Drenovac Banski
Drenovac Banski – wieś w Chorwacji, w żupanii sisacko-moslawińskiej, w mieście Glina. W 2011 roku liczyła 74 mieszkańców.